# Three Steps to Heaven (canção)
"Three Steps to Heaven" é um single de Eddie Cochran lançado nos Estados Unidos em março de 1960. Com a morte do cantor em um acidente automobilístico um mês depois em Bath, Inglaterra, a canção alcançou o 1° lugar da UK Singles Chart no Reino Unido, permanecendo nesta colocação por duas semanas.
A versão da banda Showaddywaddy lançada em 1975 foi também um sucesso, alcançando o 1° lugar na Irlanda e 2° no Reino Unido.